# 曹褒 (东汉博士)
曹褒（？—102年），字叔通，鲁国薛县（今山东滕县南）人，东汉官吏、庆氏学大儒，曾被汉章帝诏令修订《汉礼》，其为官诸多事迹也常为后世景仰。

## 生平
曹褒的父亲曹充修习庆氏《礼记》，建武年间就拜为博士，曾随汉光武帝出巡泰山，协助定制封禅大礼。
曹褒年轻时远大志向，有大度，刚成年时就繼承父業，博雅疏通，尤好礼仪之事。他常常感叹朝廷制度不完备，尤其羡慕西汉朝叔孙通制定的汉礼，昼夜研精。
曹褒开始被舉为孝廉，出任圉县县令，以礼仪道德教化民众。圉县隶属陈留郡，当时有其它郡的盗匪一伙五人逃窜到圉县境内，被曹褒下属官吏抓获，陈留太守马严得知后非常厌恶这些人，下令曹褒将他们处死。曹褒告诫自己的下属：“绝人命者，天亦绝之。现在如果按照命令杀了他们，是逆天心，而迎合长官的心意，将来受到惩罚。如果现在因为不处死这些人使我受到处罚，却是我心甘情愿的。”曹褒于是下令不处死这些盗匪。马严上奏曹褒软弱，罢官归郡，仍为功曹。
后来曹褒被汉章帝征召为博士。章帝有重制礼乐之意，但是多次下诏朝廷内外都始终有反对意见，而曹褒却多次上奏，陈述重制礼乐的意义。于是章帝用曹褒为侍中跟随南巡，返回时就召见玄武司马班固商议改礼制之事。班固建议召集雒阳儒士共商得失，章帝却认为这些儒生聚合商议名为聚讼，其实互生疑异。
章和元年（87年）正月，汉章帝诏曹褒诣嘉德门，由小黄门将班固所上的叔孙通制订的《汉仪》十二篇交给曹褒，敕令曹褒修订《汉仪》。曹褒依据经典，撰写了从天子到庶民各种冠礼、婚礼、吉凶、生祭等事宜的制度，共计一百五十篇，以二尺四寸简书写，于同年十二月完成上奏。章帝考虑到可能会有众多争议，直接接纳而不再令相关官吏奏审。两个月后章帝架崩，汉和帝即位，曹褒为其作章句，和帝更增加两篇《新礼》。曹褒因而擢升羽林左监。永元四年（92年），曹褒出任射声校尉。但是此后太尉张酺、尚书张敏等上书指责曹褒擅作《汉礼》，破坏圣术，应当处刑罚。汉和帝虽然没有同意这些奏章，不过曹褒的汉礼也从此不被奉行。
曹褒担任射声校尉时，军营旁有数百个没有安葬的棺木，官吏奏报都是从汉光武帝建武年间就开始遗留下来的找不到后人的死者。曹褒很伤心，为这些死者购买空地，设祭以祀。此后曹褒迁任城门校尉、将作大匠，有疫疾出现时，曹褒亲自探访患者，安排医药饮食，救了很多人。
永元七年（95年），曹褒出任河内太守，当时春夏大旱，粮价极高，曹褒精简官吏，打击奸商，此后数次降雨，是年秋天反而迎来丰收，百姓富足之下，在外流民都纷纷返回。不过曹褒却因此被认为上奏灾情不实，免去太守。此后他再被征用，重新担任侍中，最后于永元十四年（102年）在任时去世。
曹褒博物识古，为儒家大宗室。他著《通义》十二篇，演经杂论百二十篇，又传《礼记》四十九篇，教授了千余学生，大大推广了《礼记》庆氏学。

## 评价
《后汉书》作者范晔对曹褒有“玄定义乖，褒修礼缺”的称赞，与东汉末年大经学家郑玄齐称。

## 延伸阅读
[在维基数据编辑]
 《後漢書·卷35》，出自范晔《後漢書》
 《東觀漢記》